# Katarzyna saska
Katarzyna saska, szw. Katarina av Sachsen-Lauenburg (ur. 24 września 1513 w Ratzeburgu, zm. 23 września 1535 w Sztokholmie) – królowa Szwecji w latach 1531–1535, pierwsza żona Gustawa Wazy. Córka Magnusa I (1480–1543), księcia saskiego na Lauenburgu, i Katarzyny (zm. 1563), córki Henryka IV, księcia Brunszwiku-Lüneburga. Jej siostrą była Dorota, królowa Danii i Norwegii.

## Małżeństwo
Zanim doszło do małżeństwa Gustawa Wazy z Katarzyną, król bezskutecznie starał się o rękę Krystyny Gylersterny, wdowy po Stenie Sture Młodszym, szwedzkim regencie w latach 1512–1520. Również zabiegi o żonę czynione w Danii, Polsce, Meklemburgii czy na Pomorzu nie przyniosły rezultatu. Ostatecznie 35-letni Gustaw poślubił Katarzynę, córkę księcia Magnusa I, władcy relatywnie małego księstwa Saksonia-Lauenburg, leżącego pomiędzy Hamburgiem a Lubeką. Ślub odbył się w dniu 18. urodzin Katarzyny, 24 września 1531 roku, w katedrze sztokholmskiej.
Literatura opisuje Katarzynę jako małżonkę kapryśną, obojętną i nieustannie krytykującą wszystko co szwedzkie, a jej małżeństwo z Gustawem za niefortunne i nieszczęśliwe. Król jednak uznał związek za udany politycznie. Katarzyna była spokrewniona z dynastią Folkungów, panującą w Szwecji w XIII i XIV wieku. Ponadto dzięki temu związkowi był w stanie nawiązać ważne kontakty z książętami północnych Niemiec, jak również utrzymać dobre stosunki z Danią poprzez siostrę Katarzyny, Dorotę, małżonkę następcy tronu Danii, księcia Chrystiana, późniejszego króla Chrystiana III.
Ze związku Katarzyny z Gustawem urodziło się jedno dziecko: syn Eryk (1533–1577), będący w latach 1560–1568 królem Szwecji.

## Śmierć
We wrześniu 1535 roku będąca w ciąży Katarzyna uczestniczyła w przyjęciu na zamku w Sztokholmie urządzonym na cześć księcia duńskiego Chrystiana. Miało ono być demonstracją poparcia dla niego w staraniach o koronę królewską. Podczas tańca królowa upadła, doznając bliżej nieznanego urazu. Na skutek wynikłych komplikacji zmarła 23 września, w przededniu swoich 22. urodzin.
Przeciwnicy polityczni Gustawa rozpuszczali plotkę, jakoby to król przyczynił się do śmierci Katarzyny, zadając jej cios ostrym narzędziem w głowę. Współczesne badania jej szczątków zaprzeczyły tym pogłoskom.
Katarzyna została pochowana 1 października 1535 w katedrze sztokholmskiej. Po śmierci Gustawa Wazy jej ciało 21 grudnia 1560 roku złożono u boku męża i jego drugiej żony Małgorzaty w kaplicy Gustavianum w uppsalskiej katedrze.

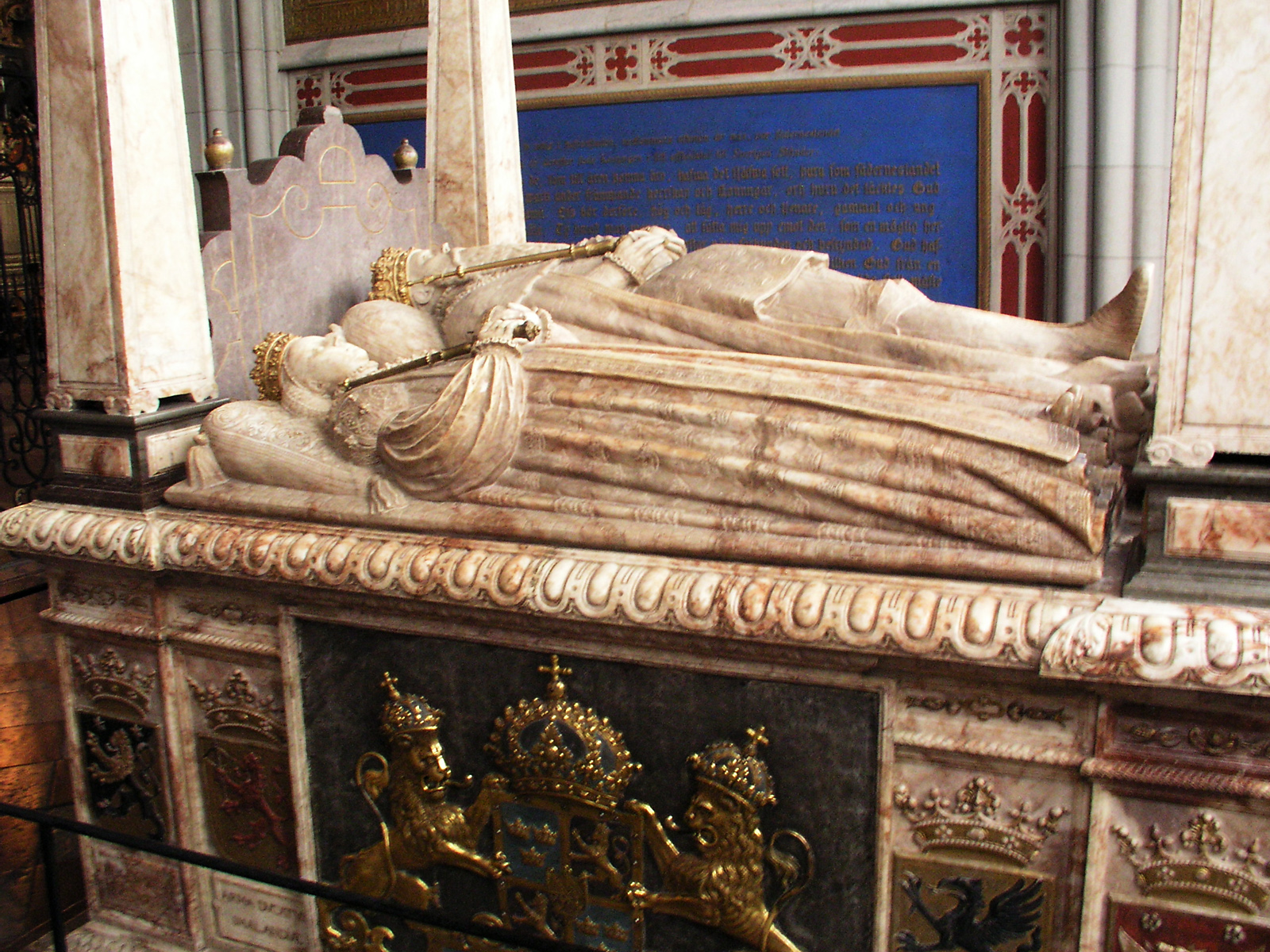
Grobowiec Gustawa Wazy i jego dwóch żon w katedrze w Uppsali